# تازیان بالا
تازیان بالا، روستایی در دهستان تازیان بخش مرکزی شهرستان بندرعباس در استان هرمزگان ایران است.

## جمعیت
بر پایه سرشماری عمومی نفوس و مسکن در سال ۱۳۹۵، جمعیت این روستا برابر با ۱٬۶۸۸ نفر (۴۸۱ خانوار) بوده است.